# Loliolus beka
Loliolus beka är en bläckfiskart som först beskrevs av Sasaki 1929.  Loliolus beka ingår i släktet Loliolus och familjen kalmarer. Inga underarter finns listade i Catalogue of Life.